# Islas El Nancital
Islas El Nancital är en ögrupp i Nicaraguasjön, i kommunen Acoyapa, Nicaragua. Öarna är kända för sitt rika fågelliv.

## Öar
Islas El Nancital består av 24 öar nära Nicaragiasjöns nordöstra kust. Den största ön är Isla Grande, på 210 hektar och med en högsta höjd av 75 meter över havet. Näst störst är Isla El Cedro och Isla Baja, följt av Isla Terrón, Isla La Ceiba, Isla Arenal, Isla Redonda, Isla Patilla, Isla Coquito och Isla Campana. Övriga öar är mycket små. Isla Terrón har flest invånare, med 32 bosatta familjer. En av de mindre öarna heter Isla Sin Nombre, vilket betyder ön utan namn.